# Émilie Gomis
Émilie Gomis (Ziguinchor, 18 ottobre 1983) è un'ex cestista senegalese naturalizzata francese.
Alta 180 cm per 61 kg, giocava come guardia.

## Carriera
Nel 2007 è stata convocata per gli Europei in Italia con la maglia della nazionale della Francia.
Nel 2009 è stata campionessa d'Europa con la sua Nazionale al Campionato europeo in Lettonia.

## Palmarès
- Campionato europeo: 1
Nazionale francese: Lettonia 2009.